# 写真レンズ
写真レンズ（しゃしんレンズ、英: Photographic lens, camera lens）は被写体の光が結像し写真を得られるよう光を集める部品である。写真用レンズ、写真分野では単にレンズとも。

## 概要

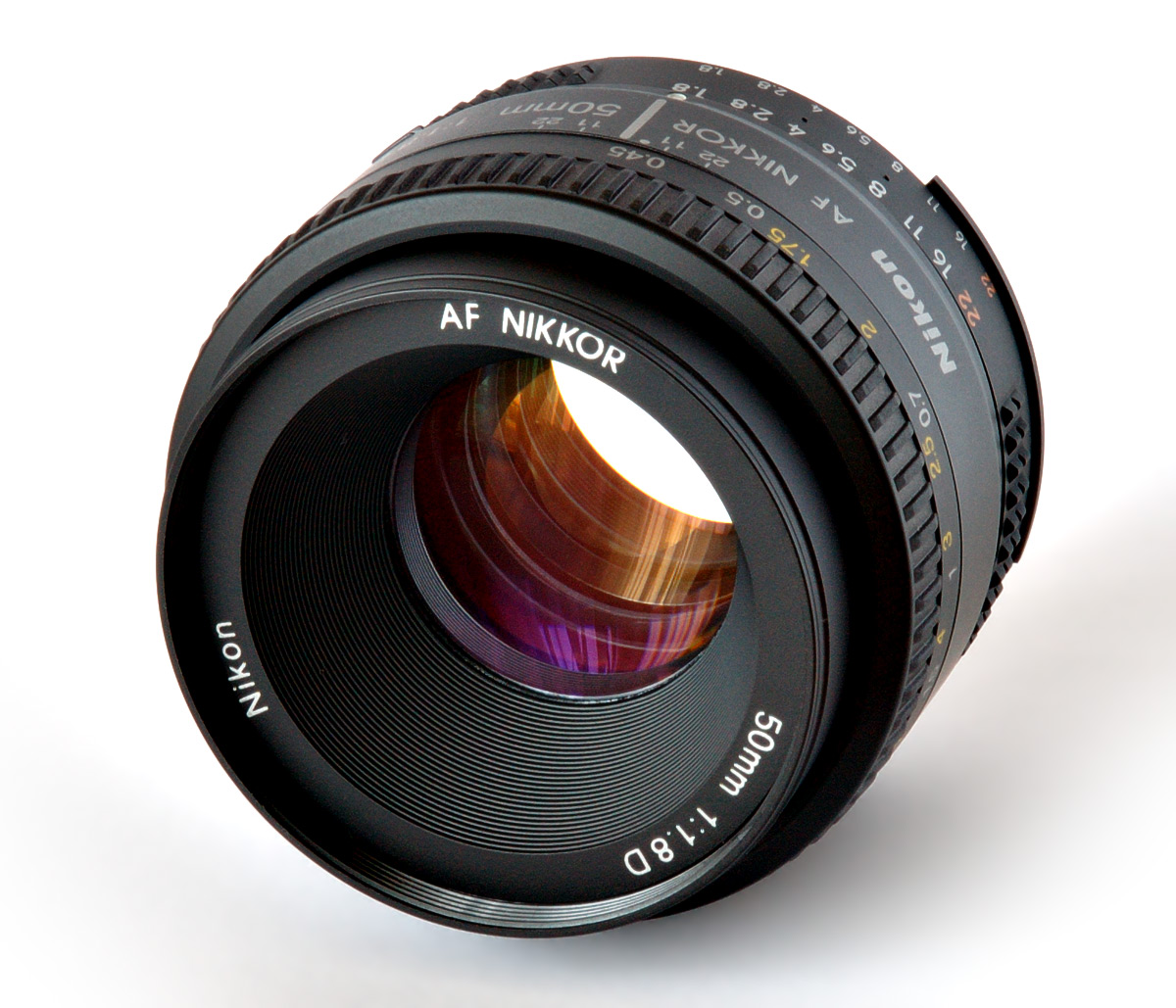
写真レンズ（単焦点レンズ）：焦点距離50mm、F値1.8

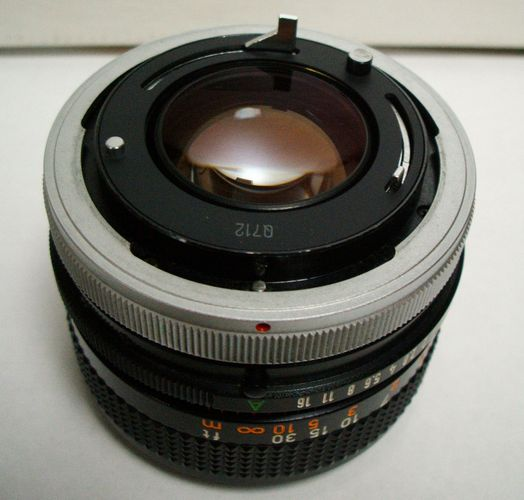
レンズ側の絞り制御機構の様子（キヤノンFDマウント）

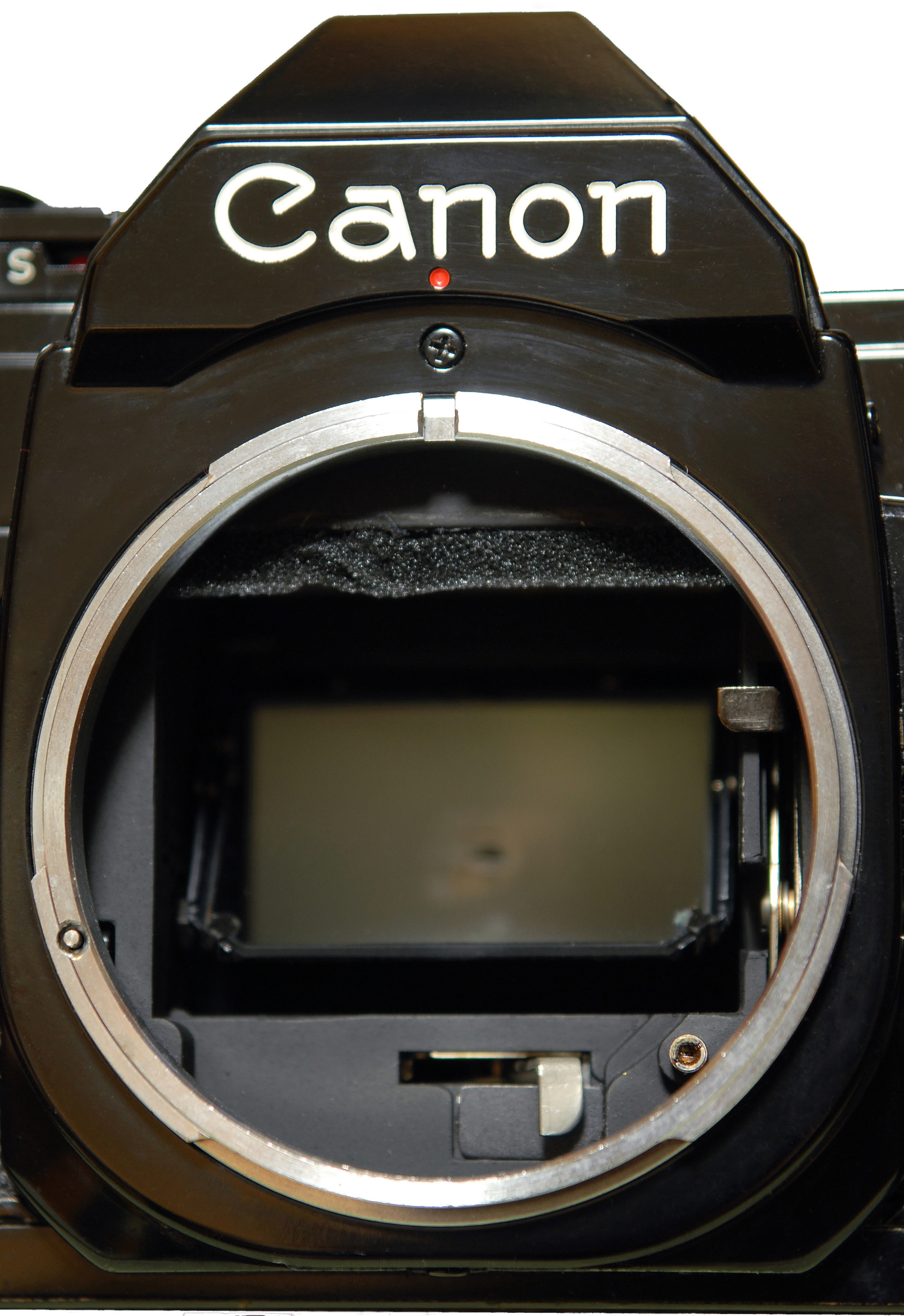
カメラ側の絞り制御機構の様子（キヤノンFDマウント）

写真レンズは写真撮影カメラの主要な構成要素のひとつであり集光レンズとして機能する。レンズ交換式カメラでは独立したモジュールとして「レンズマウント」にネジ込み構造やバヨネット構造などで取り付けられる。レンズ交換式でないカメラでは内蔵ないし通常は取り外されない構造のモジュールとなっている。
写真レンズには、多くの場合絞りと焦点調節（ピント合わせ）機構が組み込まれている。レンズのスペックには口径比（F値）と焦点距離（mm）などがある。F値が小さいほど明るく、他の条件が同じなら速いシャッター速度で撮影できるレンズである。分類にはいろいろあるが、焦点距離による分類では、超広角レンズ、広角レンズ、標準レンズ、望遠レンズ、超望遠レンズなどがある。焦点距離が固定のものは「単焦点レンズ」と呼び、連続的に可変するものを「ズームレンズ」と呼ぶ（ズーム操作によって焦点が移動しないもののみを「ズームレンズ」とし、焦点が移動するようなものも総称する場合は「バリフォーカルレンズ」と呼び分けることもあった）。
以上は小型カメラ用である。レンズ交換式小型カメラの場合、シャッターはフォーカルプレーンがもっぱらである。レンズ非交換のコンパクトカメラなどではレンズシャッターである。大判カメラ用レンズでは、そもそも焦点調節機構を持たないし（蛇腹で、レンズボードごと移動してピントを調節する）、全ての機種において、レンズシャッターを使う。
カメラの歴史の初期には、1枚だけのレンズ（単玉レンズ）を用いていたこともあったが、その場合収差が大きく鮮鋭な像が得られず、比較的その影響を少なくするため口径を小さく（F値を大きく）すると、光量が少なくなって露出時間が長くなるという問題がある。このため複数枚のレンズを組み合わせて、より収差が少なく鮮鋭であり、かつ口径の大きなレンズを作る試みが長年続けられてきた。当初はレンズの焦点距離の固定された単焦点レンズであったが、後に焦点距離が可変のズームレンズも作られるようになった。

## レンズの主な分類
以下に挙げる分類はあくまで概念的なもので、製品によって必ずしも厳密に当てはまらない場合もある。

### 単焦点レンズ

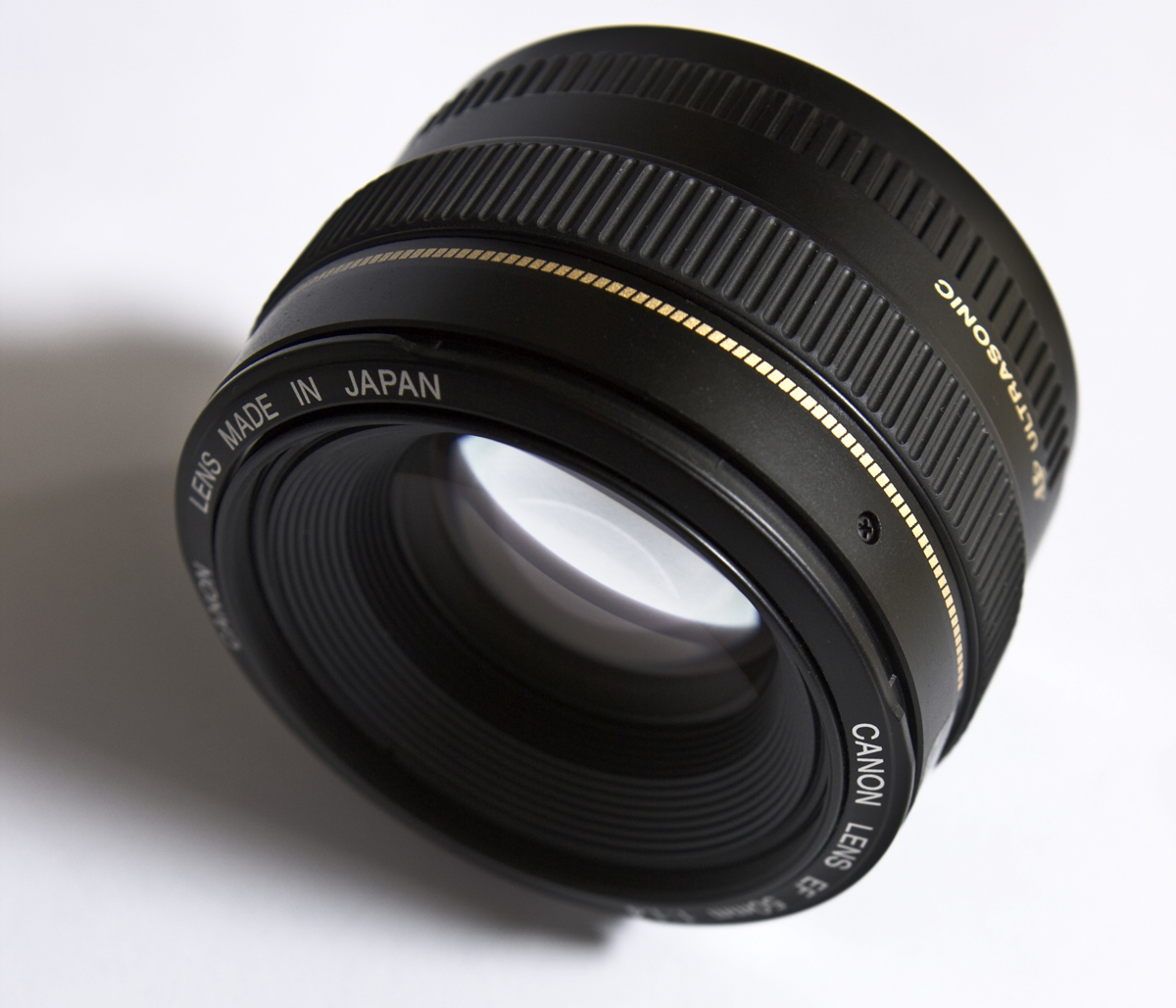
標準レンズ（50mm F1.4）

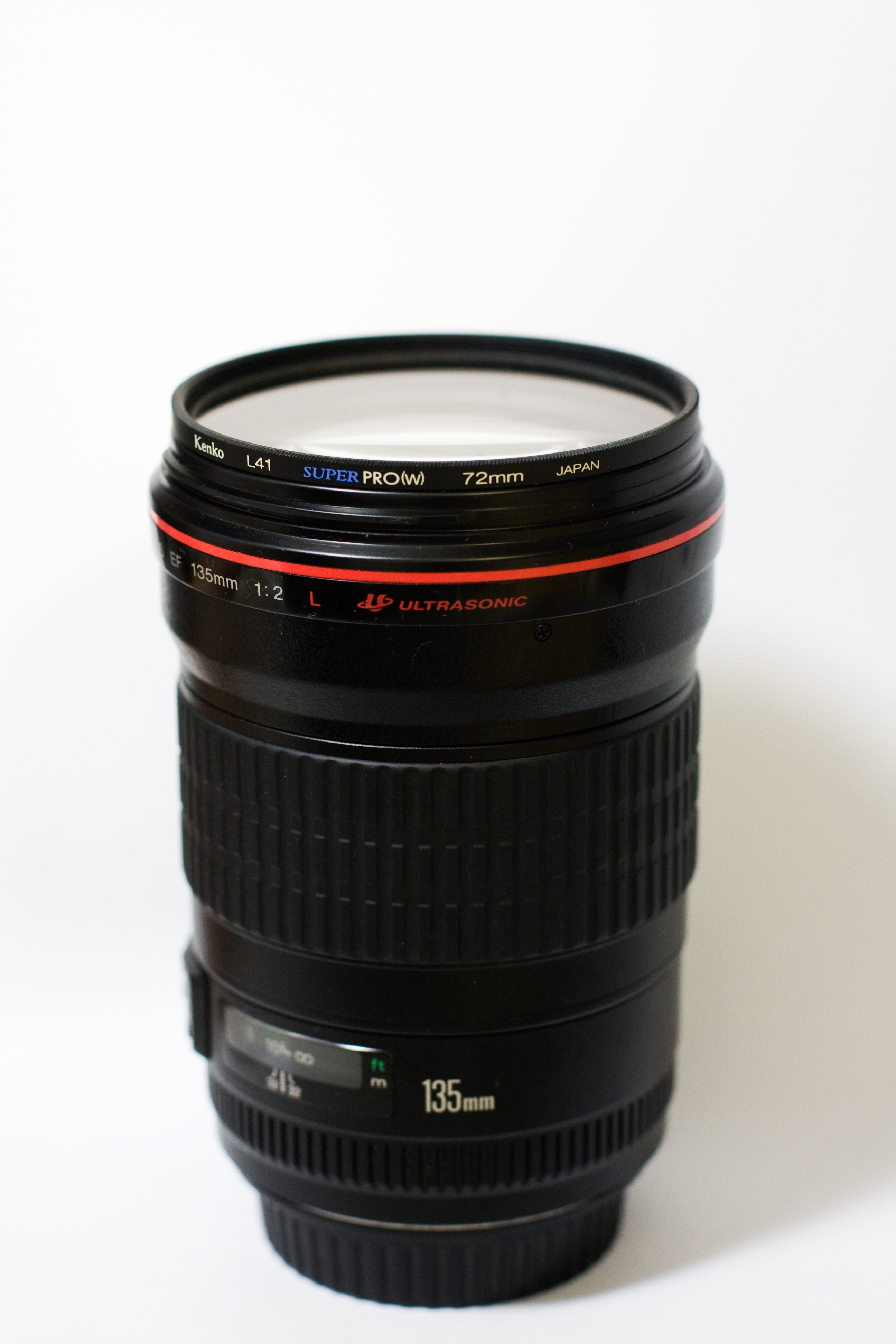
望遠レンズ（135mm F2）

焦点距離が固定されたもの。焦点距離を連続的に変化させられるズームレンズに対する概念。ズームレンズと比べ、
- レンズの構成枚数が少ない傾向にあるので、逆光に強く、小型軽量である。
- 色収差、画像のゆがみ、ひずみを補正しやすい。
- F値を小さくしやすいため、幅広い絞りの選択による豊かな表現が得られる。また、絞りを開けることで高速シャッターを切ることもできる。

といった特徴を持つ。
写真学校などでは、ズームレンズから入るとズームに頼ってしまい足を使わなくなってしまう（1点からの画角調整ばかりをして前後左右にアングルを調整することを考えない）などとして、「まずは単焦点の標準レンズから」などと言われることがある。

#### 画角による分類
標準レンズ
画角が、人間の肉眼が普通に物を見る時の画角に近い、などと言われるが、ライカ判（デジタル一眼レフでは35mmフルサイズ）で通常標準レンズとされる（ライカ判換算）50 mmの対角線画角46°は、少なくとも「眼に入る範囲」よりはかなり狭く望遠寄りである。これは昔ライカが50 mmを標準としたため、という歴史的理由によるところが大きい。コンパクトカメラなどは、50 mmより広角寄りを選択しているものが多い。交換用レンズでは主力ラインナップであるため、特に固定焦点では、F値が小さく明るいレンズが多い。
広角レンズ
標準レンズより焦点距離が短く広い画角を持つレンズ。焦点距離が標準レンズに近く穏やかな表現になるものを「準標準レンズ」、特に焦点距離が短く広角のものを「超広角レンズ」と呼ぶことも多いが明確な定義はない。光学的理由により、被写界深度が深い。広い画角のために、遠近感が強く表現される。
望遠レンズ
標準レンズより焦点距離が長く狭い画角を持つレンズ。焦点距離が標準レンズに近く穏やかな表現になるものを「中望遠レンズ」、特に焦点距離が長く狭角のものを超望遠レンズと呼ぶことも多いが明確な定義はない。光学的理由により、被写界深度が浅い。狭い画角により、遠近感が乏しくなる（圧縮効果）。

#### レンズ構成による分類

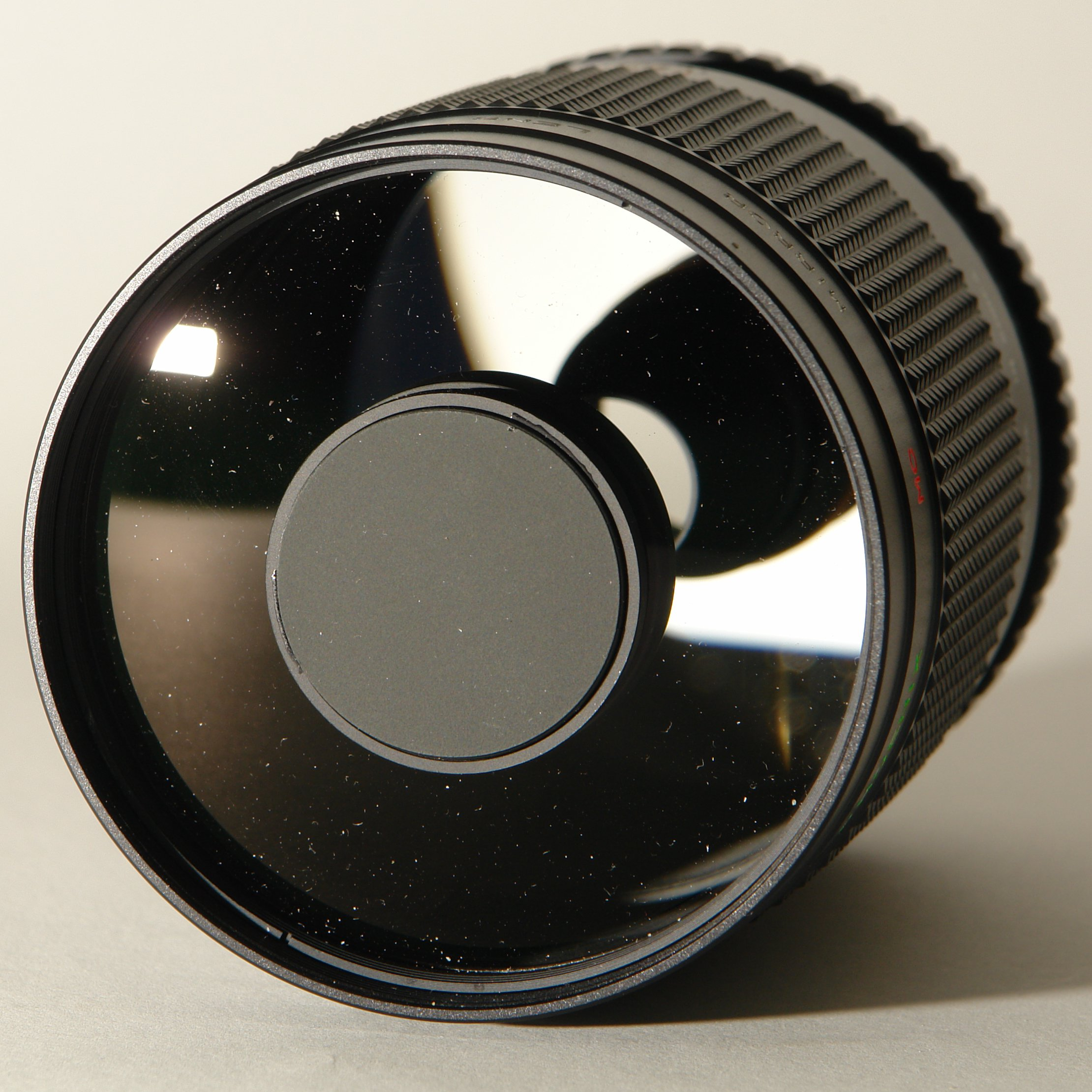
ミラーレンズ

トリプレット
単玉レンズを第一群から凸・凹・凸に置いたもの。ザイデルの5収差を補正できる最も簡単な構成。なお、レンズタイプの多くがドイツで開発・発展したが、トリプレットは英国産である。イギリスのクック＆サンのハロルド・デニス・テイラーが設計、1893年にテーラー、テーラー＆ホブソン（現テーラーホブソン）から発売されたクック・トリプレットが原型といわれている。
この構成を持つレンズは次項のテッサーと並び大変多い。例としてカール・ツァイスのトリオター、シュナイダー・クロイツナッハのラジオナー、メイヤー・オプティック・ゴルリッツのトリオプラン、日本光学工業（現ニコン）のニッコールT105mmF4等のほか、RMSマウントのマクロ写真用レンズにも採用例が見られる。
テッサー型
基本は凸・凹・凹凸の3群4枚構成で、成分としては凸凹凸でトリプレットと同等。ウナーの前群とプロターの後群を合わせたものとされるが、トリプレットの3枚目を貼り合わせに変えたものともみなせる。カール・ツァイスのパウル・ルドルフによって考案され、多くの光学機器メーカーがこの構成を用いたレンズを設計・製造した。
ヘリアー型
凹凸・凹・凸凹または凸凹・凹・凹凸の3群5枚。トリプレットの前群と後群を色消しの貼り合わせにしたもので、フォクトレンダーのカール・アウグスト・ハンス・ハルティングによって開発された。貼り合わせ面の多さから高価になり、次第に衰退していった形式のレンズである。
ダブルガウス型
凸・凸凹・凹凸・凸の4群6枚が典型的。カール・フリードリヒ・ガウスの望遠鏡レンズ（凸・凹）を絞りを挟んで対称に配置したものが原型であることからこの名であるが、単にガウスといってもダブルガウスを指していることが多い。
クセノター型
凸・凸凹・凹・凸の4群5枚。最初の製品はハリー・ツェルナーによるビオメターだが、シュナイダー・クロイツナッハによるクセノターの名前で呼ばれることが多い。絞りの前側をダブルガウス型、後側をトポゴン型としたものだが、ダブルガウス型の後方の接合レンズを凹レンズ1枚に変えた変形と見ることもできる。
エルノスター型
凸・凸・凹・凸の4群4枚で、トリプレットの1枚目と2枚目の間に凸メニスカスを追加したもの。
ゾナー型
凸・凸凸凹・凹凸の3群5枚が基本で、エルノスターの2枚目と3枚目の間を空気からレンズに置き換え（屈折率の低いガラス材が使われる）4枚目も貼り合わせとしたもの。貼り合わせ面が多い分設計の制約が多く高価だが、空気との境界が少ないためコーティングがない時代は有利な構成だった。カール・ツァイスのルートヴィッヒ・ベルテレが1931年に設計した。
望遠型（テレフォト）
凸成分の主光学系の後ろに凹成分のレンズ群を配置して焦点距離を伸ばしたもの。望遠域のレンズに使われる設計で、第2主点が全レンズ系の前方にあるように構成したレンズの総称。レンズの全長を短縮することができるが、その反面糸巻き型の歪曲収差が発生しやすく、ボケの形も崩れやすいという欠点をもつ。
逆望遠型（レトロフォーカス）
望遠型と逆に、凸成分の主光学系の前に凹成分のレンズ群を配置して焦点距離を縮めたもの。バックフォーカスを確保したまま焦点距離を短くできるため、主に広角レンズで用いられる方式。
反射望遠レンズ
焦点距離の長いレンズを小型にするため内部でドーナツ型のミラーで反射させているレンズ。絞りはF8などの一定値に固定され、背景の画像のボケ方がドーナツ状になる特徴がある。ミラーを使用しているため色収差が少ない。ただし反射鏡のみでなく収差補正のためにレンズ光学系を追加して反射屈折光学系とすることが多い。

### ズームレンズ

ズームレンズの原理

画角（焦点距離）を一定の範囲で連続的に変化させられるもの。かつては、画角の変化にともなってフォーカスの移動が生じないものを特にズームレンズ、生じるものも含めてバリフォーカルレンズ（可変焦点レンズ）と分類することもあったが、近年は特に分類しないことも多い。
ズームにともなうフォーカスの移動の補正には、光学設計の段階で焦点移動を極力少なくした「光学補正式」 (Optical compensation) と精密カムによるレンズ群の非線形な移動で補正する「機械補正式」 (Mechanical compensation) が従前用いられてきた。カメラ本体のオートフォーカス性能の向上に伴って、焦点移動の補正を電子制御に依る「電子補正式」 (Electoronic compensation) も登場した。
ズームレンズは単焦点レンズに比べ、
- F値が大きく、暗いレンズが多い。
- レンズの構成枚数が多くなるため、大きく重くなりがち。
- 色収差や画像のゆがみ、ひずみの補正が難しい。

といった難点があったが、光学設計技術の進歩により欠点は縮小傾向にある。
ズーム機構は手動で動作させるものが多いが、動画撮影向けのものには電動モータによってズーム動作する電動ズーム（パワーズーム）がある。
工業用レンズではコンピュータ制御によって正確に倍率制御ができるものがあり、拡大計測においてズーミングごとの寸法補正が必要なくなるなど利便性が向上している。
ズームレンズはその機構上、4群ズームを除いて同じ絞りの大きさでも焦点距離によってF値が変わる。そのため本来は焦点距離ごとに絞りの大きさとF値を換算しなければならないが、カメラ側でこの計算を行い絞りを設定したF値に合わせて自動的に調整する機構が採用されるようになってユーザーはこれを考慮する必要がなくなった。
かつて絞りを手動調整していたころは「F○通し」という呼びは開放F値が全ズーム領域で等しい、すなわち焦点距離ごとのF値の変動のない高級な4群ズームレンズを指したが、絞りが電子制御化されてからは2群や3群ズームでもズーミングによるF値の変動はなくなり、「F○通し」という呼びは単に開放F値が全ズーム領域で等しいレンズを指すものになった。その中でもF2.8通しの14-24/24-70/70-200の3本を「大三元」、F4通しの同レンズ群は「小三元」の通称で呼ばれることがある。
日本においては、ズームレンズは、その普及し始めの時期には安易な道具と捉えられ、単焦点レンズに比べて画質で大きく劣るとされたが（これを名付けてズームレンズ文化包丁論と呼ぶ場合もある）、その後の技術の進歩により、遅くとも2007年頃までには、28-300mm（約10.7倍）のような高倍率ズームレンズであっても、単焦点レンズとの優劣差は一般的にイメージされるよりは小さくなり、プロの仕事道具としての使用にも耐えると評価されるようになっていた。

#### 画角による分類
焦点距離50mmをズーム領域の中心付近にもつズームレンズを標準ズームと呼び、それより長いものを望遠ズーム、短いものを広角ズームと呼ぶ。極端に長いものを超望遠、短いものを超広角と呼ぶこともある。ズーム倍率が10倍を超えるものは特に高倍率ズームと呼ばれることがある。

#### レンズ構成による分類
レンズ構成的には機械補正式の「2群ズーム」「3群ズーム」「4群ズーム」と光学補正式の4種類に大別できる。しかし近年の高倍率化のため2群ズームや3群ズームは最後部の凸成分をさらに2群や3群に分離してフローティング化することが普通で「多群ズーム」と呼ばれるなど、上述のように単純に分類できない光学系も増えてきた。
2群ズーム
広角ズームレンズやコンパクトカメラに多用される。広角レンズやデジタルカメラでは逆望遠型（凹凸）、コンパクトフィルムカメラでは望遠型（凸凹）が用いられ、第1群と第2群の間隔を変えることで変倍を行う。
逆望遠型の2群ズームは3群、4群よりも周辺光量が落ちにくく、なおかつバックフォーカスを維持して焦点距離を小さくできるため広角レンズに向いている。また像側テレセントリック性に優れる（像側レンズから受像部に投射される光の平行度が高い）ためデジタルカメラに向く。
望遠型の2群ズームはより受像部までの距離を縮められるためカメラ全体としてコンパクトに仕上がるが、像側テレセントリック性が悪くなるためコンパクトデジタルカメラには用いられない。
群数が少ないため純粋な2群ズームでは2倍ズーム程度が限界である。
3群ズーム
高倍率ズームレンズに多用される。レンズ群の成分は前から凸凹凸の順に配置されており、原理的には第2群を第1群に近づけると全体として逆望遠型の構成になり焦点距離が短く、第3群に近づけると望遠型の構成になり焦点距離が長くなり、ズームレンズとなる。実際には焦点も移動するため、補正のために3つの群が全てカムによって移動するようになっているものも多い。広角端では全長が短くなるため携行性に優れたレンズになる。
かつて精密機械加工技術が未熟だった時代、大量生産されるスチールカメラ用レンズでは、複雑なカム加工を避けて第1群と第3群を固定し第2群のみを直線移動としたもの（ただしこの場合ズームに伴って焦点がズレるため厳密にはズームレンズではなくなる）や、逆に第2群を固定した上で屈折率をほぼ等しくした第1, 3群を連動して直線移動するようにしたものが製作された。前者は焦点移動を補正するレンズ群を追加し4群ズームレンズへ、後者は光学補正式ズームレンズへ発展した。また第1, 3群の屈折率をほぼ等しくした上で第1群は直線移動、第3群は若干の曲線移動として焦点補正をかけたものといった光学補正式と機械補正式の合いの子や、第2群の後ろに焦点補正レンズ群を配置した「3群ズーム発展型4群ズーム」とも言うべきものも製作された（第1群がズームで動く上に第4群がズーム動作に組み込まれており、ズーム方式の分類としては4群ズームには含めない）。
4群ズーム
高級低倍率ズームレンズで主用される。レンズ群の成分は前から凸凹凸凸あるいは凸凹凹凸で、第1群はフォーカスのみ、第2群はズーム（変倍）のみ、第3群は焦点補正のみ、第4群は結像のみと群ごとの役割が完全に分離されているのが特徴。前述のとおり3群ズームレンズから発展したもので、第2群が第1群に接近すると広角、第3群に接近すると望遠となり、第3群がズームに伴う焦点の移動を補正する。第4群はズーム動作には関与しない。第1, 2, 3群からなる光学系が焦点を結ばない無焦点系であるため、アフォーカルズームレンズとも呼ばれる。
各レンズ群の機能が独立していることとズーム系を構成するレンズ群が多いことから収差補正がやりやすく、また絞りがズームに関与しない第4群にあるため機械式の絞りではズームしてもF値が変わらないメリットがある。ただし第1群がズームでは移動しないため広角側でも鏡筒が長く、周辺光量が落ちる、携行性が悪いといったデメリットがある。
光学補正式ズーム
かつては3群ズームの応用例として固定された凹群の前後を直線運動する凸群ではさむことで変倍する光学補正式もあったが小型化、大口径化に不利で画質的にも制約が大きく今日では消滅している。

### デジタルズームとの決定的な違い
デジタルズームは光学ズームの補助的な機能とされているが、銘柄によっては光学ズームがなくデジタルズームのみしか搭載されていないものも存在する。デジタルズームは、画像を引き延ばしたうえで切り抜いた「トリミング」と呼ばれるものであり、それ単体で特に遠距離を望遠撮影する際にぼやけが発生する。一方の光学ズームは望遠鏡をのぞいているものと同じであり、望遠撮影をしたときの画像の劣化は起きにくい。

### 特殊レンズ/用途・形状別による分類

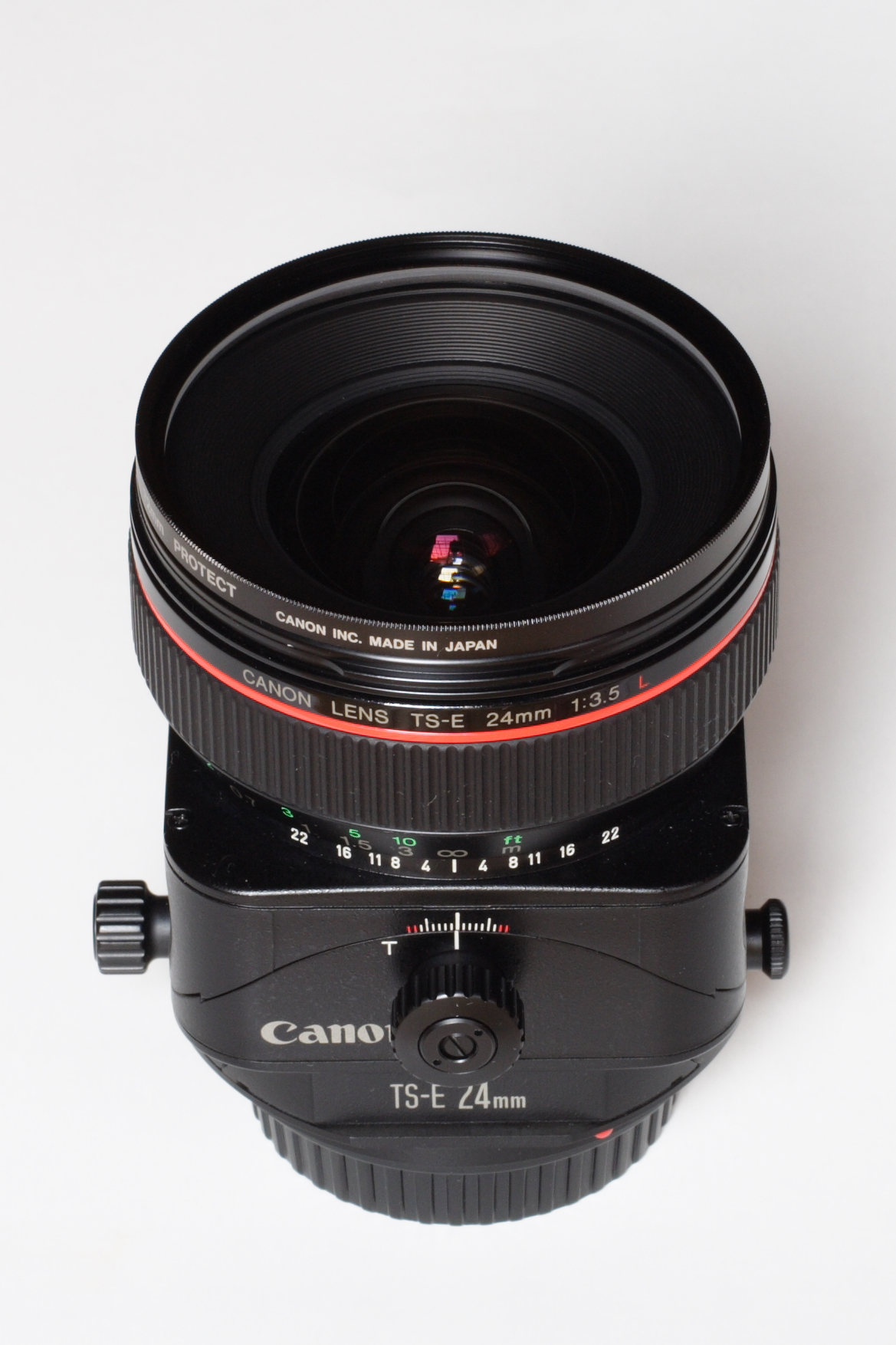
キヤノンTS-Eレンズ

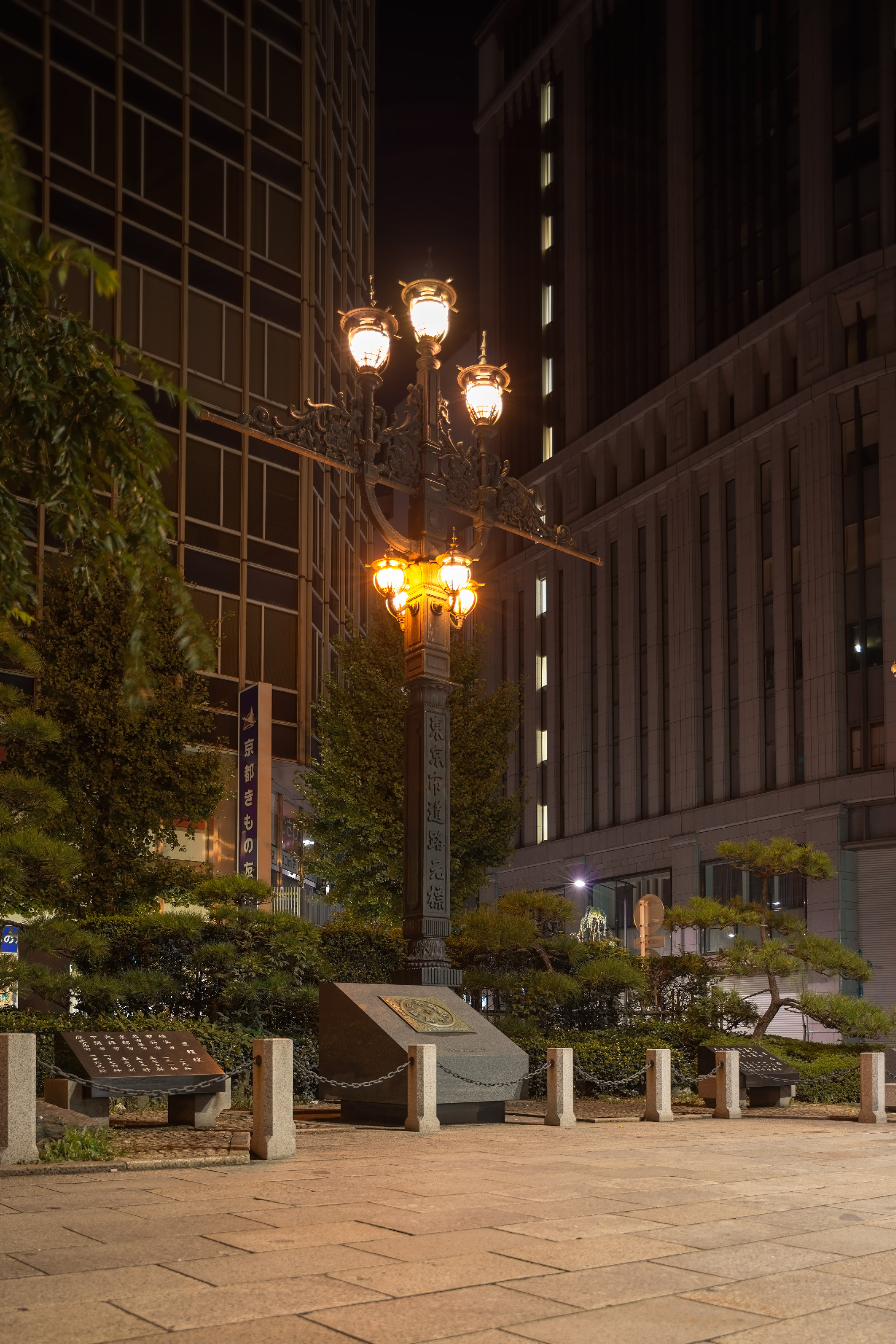
シフトレンズでライズ操作を行って撮影した例

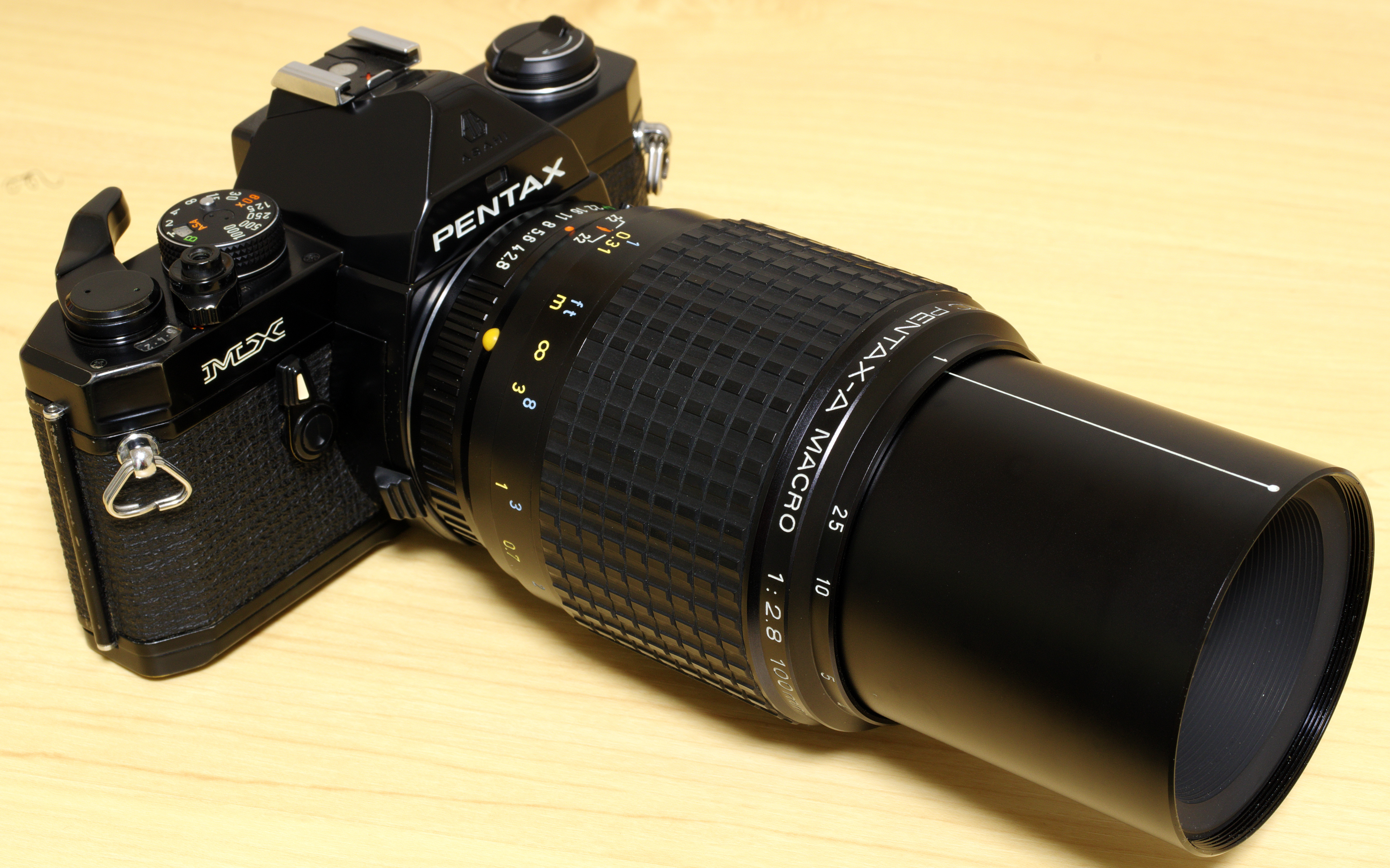
マクロレンズの例（smc PENTAX-A MACRO 1:2.8 100mm）
フォーカスリング先端に撮影倍率が記されている

魚眼レンズ
通常歪曲収差は可能な限り補正するが、歪曲収差をコントロールした状態で残して、画像が歪んで特殊な効果を出せる超広角レンズを魚眼レンズという。
PCレンズ
PCはパースペクティブ・コントロールの意。シフトレンズとも称する。PCレンズはレンズ系の平行移動ができるシフト機構を内蔵している。たとえば高さのある建物全体を撮影する場合、一般のレンズで撮影すると見上げる形になり、上すぼまりに写る。これをカメラごと上に向けるのではなく、カメラを水平に保ったまま、シフト機構によりレンズ系だけを上に平行移動させて建物の上部までが入るように撮影すると、見上げて撮影した場合と同じような構図で、かつ垂直方向がすべて平行の画像が得られる。シフト機構に加えてティルト機構を持つレンズもあり、メーカによりTS-E、PC-Eレンズなどと呼ばれる。これはレンズ系を斜めに動かす機構で、ピント面をフィルム面と非平行にするものである。シャインフリュークの法則により手前から奥までパンフォーカスにする、また逆に不自然にピントの合う範囲を狭める等の効果が得られる。
パンケーキレンズ
レンズの全長がパンケーキのように薄く軽いレンズをいう。ボディに装着しても通常のレンズのようにかさばらないので、バッグへの収納が容易になり、スナップショット用として使われる。光学系は主にテッサー型を使用していることが多いがダブルガウス型を採用する製品もある。
マクロレンズ
一般より高い撮影倍率で接写撮影ができるよう設計されたレンズ。通常のマクロレンズでは最大撮影倍率が1/2倍、もしくは等倍のものが多い。動物などに接近せず大きく撮影する目的で被写体までの距離を長くとることができる「望遠マクロ」と呼ばれるタイプのレンズもある。文献の複写、生物や工芸品等の細かいパーツ等を写す場合などに用いられるが、接写だけでなく無限遠からピントが合い通常の撮影にも対応できるものも多い。また、被写界深度が浅く、ボケやすいためポートレートなどにも用いられる。マクロ写真専用の特殊なレンズでは1〜20倍程度の撮影に特化したものがあり、これらのレンズの多くは顕微鏡の対物レンズのような姿をしている。ニコンでは設計倍率が等倍以下の製品を「マイクロレンズ」、設計倍率が等倍を超える製品を「マクロレンズ」として区別している。
軟焦点レンズ
ソフトフォーカスレンズとも。ハイライト部分から光がにじみだすような描写が可能なレンズ。意図的に球面収差を発生させて柔らかな描写を発生させるものが多い。またソフト効果をオフにして通常撮影もできるレンズもある。

## レンズのテクノロジー
この節ではだいたい戦後使われるようになった新しめの技術について述べる。

### 非球面レンズ
通常のレンズではレンズ表面の曲率が一定な球面レンズを使用するが、球面レンズには平行光線を完全な形で一点に収束させられないという欠点がある。この欠点を解消するため曲率を連続的に変化させてレンズ形状を非球面状態にしたレンズが非球面レンズで、これを用いることで大口径レンズの球面収差補正、広角レンズの歪曲収差補正、ズームレンズの小型化が可能になる。

### 蛍石レンズ/異常低分散（特殊低分散）レンズ
光学ガラスには波長によって屈折率が異なる性質（分散）があり、色収差の原因になる。蛍石（フローライト、フッ化カルシウム）は光学ガラスの傾向を外れて異常に分散が小さく（異常部分分散）、これを素材とした蛍石レンズを光学系に組み込むことで光学ガラスレンズのみを用いるよりも高度に色収差を補正することができる。さらに密度が小さいためレンズの軽量化にもつながる。しかし蛍石レンズは扱いが難しく高コストなため採用は一部の高級製品にとどまり、代わりに蛍石に近い特性を持たせたガラス材のED（Extra-low Dispersion）レンズあるいはUD（Ultra Low Dispersion）レンズが開発され、高級製品から廉価製品まで広く採用されるようになった。

### 高分散レンズ
低分散レンズとは逆に青色の屈折率が他の色よりも高い、高分散なレンズを用いて従来補正が難しかった青色の補正を行うことができる。この高分散レンズをキヤノンではBR（Blue Spectrum Refractive）レンズ、ニコンではSR（Short-wavelength Refractive）レンズと呼んでいる。

### 高屈折レンズ
屈折率の高い素材のレンズを用いることにより、レンズ枚数を減らし画質の改善やレンズの軽量化に有利になる。トリウムを添加した高屈折ガラスは高屈折率と低分散特性を持ち、1950年代-1970年代までは一部のレンズで使用されていた。国内では旭光学のレンズを中心に使用されたが、数年で黄色や茶色に変色する点、微弱ながらガンマ線が放射される点などが忌避され使用されなくなった。酸化鉛を添加した鉛ガラスは高屈折率と高分散特性を持ち広く使用されたが、2000年過ぎ頃より鉛による環境汚染を防止すると称するRoHS対応のため徐々に使用されなくなった。現在は酸化ストロンチウムや酸化バリウムを添加したガラスが使用されるが光学性能はトリウムガラスや鉛ガラスには及ばない。

### 回折光学素子（回折レンズ）
光の回折現象を利用した素子で、同心円状に微細な溝が彫り込まれている。回折レンズは屈折レンズと逆向きの色収差を発生させるため、収差を打ち消すことができる。ただし画角が大きくなると撮像に回折素子の影響が出てしまうため、採用は望遠レンズに限られている。キヤノンでは多層構造にした「積層型回折光学素子（DOレンズ、Diffractive Optics）」として一眼レフカメラ用レンズに、ニコンでは「位相フレネル（PF、Phase Fresnel）レンズ」として一眼レフカメラ用レンズの他、コンパクトデジタルカメラ用テレコンバーターレンズに用いている。

### 超音波モーター
超音波振動で駆動し、静穏かつ高速にオートフォーカスを可能にするモーター。
カメラ用レンズとしてはキヤノンが世界に先駆けて搭載した。当初は高級レンズ群のみに限られていたが現在ではキヤノンレンズのほとんどに採用されており、ニコン、コンタックス、ミノルタ、ペンタックス、オリンパス、シグマの一部のレンズにも採用されている。また普及版など一部例外はあるもののフルタイムマニュアルフォーカス（後述）が可能である。
- キヤノン
超音波モーター採用のパイオニアであり、高級レンズ（リングUSM）から普及レンズ（マイクロUSM）に至るまで多くの製品に採用。略号USM (Ultrasonic Motor)。
- ニコン
以前は主に高級レンズ群に採用されていたが、近年発売のレンズは高級〜普及モデルまでほぼ全てが超音波モーター搭載となっている。略号SWM (Silent Wave Motor)。
D3000/5000シリーズではボディモータータイプのレンズを作動させるカップリングを廃止しているため、レンズ内モーター搭載レンズ以外はAFを駆動させることが出来ない。
2016年より一部のレンズで静寂性重視でパルスステッピングモーターが導入されている。
- コニカミノルタ（旧ミノルタ）/ソニー（α）
一部のレンズに搭載している。略号SSM (Super Sonic Motor)。
- コンタックス
コンタックス645用レンズおよびNシリーズ用レンズに搭載している。
- シグマ
キヤノン・ニコン・シグマ・ペンタックス・ソニー製カメラおよびフォーサーズ・システム規格のカメラ用の高級レンズ群及びニコンデジタル一眼レフ専用一部普及レンズのみ。略号HSM (Hyper Sonic Motor)。
- ペンタックス
デジタル一眼レフ専用高性能レンズ群「DAスターレンズ」全てを含む、一部レンズに搭載。略号SDM (Supersonic Direct-drive Motor)。
- オリンパス
「SUPER HIGH GRADEシリーズ」の一部と「HIGH GRADEシリーズ」の一部に搭載。略号SWD (Supersonic Wave Drive)。
- パナソニック/ライカ
フォーサーズ・システム対応レンズ「ライカDバリオエルマー14-150mm」で搭載。略号XS (Extra Silent)。
- タムロン
キヤノン・ニコン・ソニー各カメラ用に搭載。略号USD (Ultrasonic Silent Drive), PZD (Piezo Drive)。

### フルタイムマニュアルフォーカス
オートフォーカスを作動させている状態のままレンズのフォーカス切り替えスイッチを変えることなくマニュアルフォーカスでピントの微調整ができる機構。超音波モーター搭載レンズの独擅場であったが、ミノルタ（現コニカミノルタ）はボディー、ペンタックスはレンズの構造を変更することで超音波モーターを搭載していないレンズの使用時においてもフルタイムマニュアルフォーカスを実現している。
メーカーによって呼称が違いキヤノンでは「フルタイムマニュアルフォーカス」、ニコンでは「M/Aモード」、コニカミノルタ・ソニーでは「DMF (Direct Manual Focus) モード」ペンタックスでは「QSFS (Quick Shift Focus System)」オリンパスでは「フルタイム・マニュアルフォーカス、S-AF+MF/ C-AF+MF」などとメーカー別に呼称が違うので注意が必要である。

### インナー（インターナル）フォーカス/リアフォーカス
大きく重いレンズのピント合わせで全群を動かすと、ピントリングの操作が重いものになり撮影者の負担となる。これを解消するため、レンズの最後部・もしくは中間部のみを動かすだけでピント合わせができるよう設計することで、軽く操作できるようになる。他にも、「レンズ全長が常時一定に保たれる」「レンズ系全体のコンパクト化が可能で、特にズームレンズでは一層の高倍率化が可能となる」「レンズ前玉部が動かないためレンズフィルター操作（とくに偏向フィルターやクロスフィルター使用時）に影響が出ない」などの利点がある。オートフォーカス以前からあった技術ではあるが、オートフォーカスレンズではフォーカシング速度の向上に大きく寄与するため、さらに広く使われるようになった。

### フローティング
フォーカシングに伴って変動する収差を、フォーカシングに用いるレンズ群を複数の群に分割してそれぞれ別の動きをさせることで補正する方式。キヤノンやソニーは単にフローティングと呼んでいるが、ニコンは全体繰り出し方式のレンズの一部を浮動させるものを近距離補正方式（CC：Close-Range Correction）、それ以外のものをマルチフォーカス方式（Multi-FS）と呼んで区別している。

### コーティング
光がレンズを通るとレンズ表面で反射することによって光量のロスやレンズ内部での反射によるフレアやゴーストが発生する。これを抑えるためにコーティングに関する研究開発が行われたが、初期のものは単層膜コーティング（モノ・コーティング）であった。
やがて光学性能に対する要求の高まりと、蒸着技術の向上ととも1952年（昭和27年）に千代田光学精工（後のミノルタ。現・コニカミノルタ）によって世界初の2層コーティングである、「アクロマチック・コーティング」が開発され、その反射色から「緑のロッコール」とも呼ばれた。
以降はカラーバランスを保つにも有利な重層膜コーティングが主流となっていく。そして旭光学工業（現リコーイメージング）が米国 OCLI（Optical Coating Laboratory Incorporated）による技術供与により開発、1970年（昭和45年）に発表した、当時は驚異的ともいえた最多7層膜、透過率99.8 %を実現させた「スーパー・マルチ・コーティング」（SMC）を端緒とし、現在は多層膜コーティング（マルチ・コーティング）が主流となっている。他に代表的なものとしてキヤノンの「スーパー・スペクトラ・コーティング」（SSC）や「SWC (Subwavelength Structure Coating)」、ニコンの「スーパー・インテグレーテッド・コーティング」「ナノクリスタルコート」、ペンタックスの「エアロ・ブライト・コーティング」、カール・ツァイスの「T*コーティング」、ローライの「HFTコーティング」などがある。
また、光学性能の向上以外に、撥水・撥油効果やキズへの耐性等のメンテナンス性の向上を狙ったコーティングも合わせて使用されることもある。代表的なものとしてペンタックスの「SP (Super Protect) コーティング」がある。

### 手ぶれ補正機構
レンズ内のジャイロ機構等によって手ぶれを補正する機構。

### デジタル対応/デジタル専用レンズ
通常の写真用フィルムに比べて、デジタルカメラのイメージセンサーは斜めから入ってくる光を捉える性能が低いといわれている。このため、特に広角レンズなどでフィルムカメラ用に設計されたレンズでは、周辺部が暗くなる（周辺光量の低下が目立つ）ケースが多い。他にも、斜めに入射する光がデジタルカメラ特有の画質劣化の原因となるといわれている。このため、デジタルカメラ対応を謳う設計の新しいレンズにおいては、できるだけイメージセンサーに対する入射角が垂直に近くなるような設計（このようなレンズをテレセントリック光学系とよぶ）が行われる。また、イメージセンサーの表面やローパスフィルターなどが光を全反射するため、レンズとイメージセンサーとの間で発生する光の反射が写りに悪影響をもたらす場合がある。これらを改善するためにレンズのコーティングや光学系を見直し、よりデジタルカメラに適した設計を行ったレンズをデジタル対応レンズと呼ぶことがある。
さらに、小型イメージセンサーを持つ機種は、従来のフィルムカメラよりも小さなイメージサークルで対応できるので、イメージサークルを小さく設計したレンズも作られている。このようなレンズはAPS-Cサイズ用レンズ、デジタル専用レンズと呼ばれる。
フィルム写真が主であった時代には多くの消費者は小判のプリントで鑑賞するだけであったが、デジタル時代になりディスプレイ上でのピクセル等倍での観賞が容易に行われるようになり、一般消費者による写真レンズの評価基準も等倍観賞を前提とする厳しいものとなった。このため、デジタル対応レンズでは精度向上や各収差の低減がより志向されるようになった。